# Ochthebius gayosoi
Ochthebius gayosoi é uma espécie de insetos coleópteros polífagos pertencente à família Hydraenidae.
A autoridade científica da espécie é Jach, tendo sido descrita no ano de 2001.
Trata-se de uma espécie presente no território português.